# Gastón Stang
Gastón Fernando Stang (Buenos Aires, Argentina, 2 de junio de 1980) es un exfutbolista argentino. Jugaba de defensor y su último equipo fue Lambert de Monte Maíz.

## Trayectoria
Debutó en 1998 en el Club Social, Deportivo y Cultural Español de la República Argentina, donde se mantiene por varios años.
En el 2004 pasó al Kedah FA de Malasia. En ese mismo año lo repatria San Martín de San Juan. 
En el 2005 pasó a Tigre, club en el cual asciende desde la tercera división hasta la Primera División de Argentina. No le bastó con eso, sino que salió subcampeón de la Primera División de Argentina en el Torneo de Apertura 2007.
En 2008 pasó a Talleres de Córdoba, en 2009 pasa a San Martín de San Juan .
En 2010 ficha para Atlético Tucumán donde le marcó un gol en el clásico tucumano y complicó al clásico rival que luchaba por mantener la categoría. En 2011 se va Guillermo Brown de Puerto Madryn, donde solo se mantuvo por una temporada.
En 2012 pasó a Sportivo Estudiantes de San Luis donde logró 2 títulos (Torneo del Interior 2012 y Torneo Argentino B 2012/13) consecutivos. Además, logra su tercer ascenso del Torneo Federal a la B Nacional llevando a su equipo a la segunda división del fútbol argentino.

## Clubes
| Club                    | País      | Año       |
| ----------------------- | --------- | --------- |
| Deportivo Español       | Argentina | 1998-2003 |
| Kedah FA                | Malasia   | 2004      |
| San Martín de San Juan  | Argentina | 2004-2005 |
| Tigre                   | Argentina | 2005-2008 |
| Talleres de Córdoba     | Argentina | 2008-2009 |
| San Martín de San Juan  | Argentina | 2009-2010 |
| Atlético Tucumán        | Argentina | 2010-2011 |
| Guillermo Brown         | Argentina | 2011-2012 |
| Estudiantes de San Luis | Argentina | 2012-2015 |
| Juventud Antoniana      | Argentina | 2015      |
| Unión Santiago          | Argentina | 2016      |
| Concepción Fútbol Club  | Argentina | 2016-2017 |
| Acción Juvenil          | Argentina | 2017-2018 |
| Lambert (MM)            | Argentina | 2019-2020 |

## Palmarés
| Título                   | Club                    | País      | Año     |
| ------------------------ | ----------------------- | --------- | ------- |
| Primera B Metropolitana  | Deportivo Español       | Argentina | 2001/02 |
| Torneo del Interior 2012 | Estudiantes de San Luis | Argentina | 2012    |
| Argentino B 2012/13      | Estudiantes de San Luis | Argentina | 2012/13 |
| Federal A 2014           | Estudiantes de San Luis | Argentina | 2014    |